# Kessai Note
Kessai Hesa Note (Ailinglaplap, Ralik Chain, 7 de agosto de 1950) fue el presidente de las Islas Marshall entre el 10 de enero del 2000 y el 14 de enero de 2008.

## Orígenes
Note es de ascendencia japonesa-marshallés, después de haber heredado su herencia japonesa de su abuelo paterno. El abuelo de Note era originario de la prefectura de Niigata, y se estableció en las Islas Marshall durante la era colonial japonesa y se casó con una mujer local.

## Carrera política
Después de haber servido como presidente del Parlamento desde 1988, fue elegido presidente en 2000, y fue el primer plebeyo (en lugar de un jefe tradicional) para ser elegido a la Presidencia. Es miembro del Partido Unión Democrática, y fue reelegido por el Parlamento en enero de 2004, recibiendo 20 votos, mientras que Justin deBrum recibió nueve. El 7 de enero de 2008, tras las elecciones generales de noviembre de 2007, fue derrotado en su candidatura a la reelección en una votación del Parlamento, recibiendo 15 votos en contra 18 para Litokwa Tomeing.

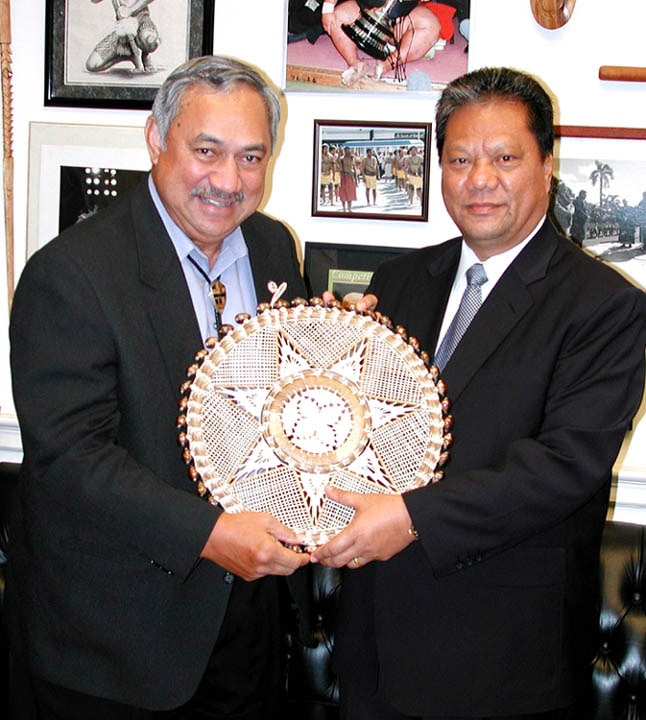
Kessai Note (derecha) con el delegado estadounidense Eni Faleomavaega.

## Distinciones
Collar de la Orden al Mérito de Chile ( Chile, 2002).
| Predecesor: Imata Kabua | Presidente de las Islas Marshall 2000 – 2008 | Sucesor: Litokwa Tomeing |

- Datos: Q12914
- Multimedia: Kessai Note / Q12914